# 4th Ikimasshoi!
4th Ikimasshoi! (4th 「いきまっしょい!」) è il quarto album in studio del gruppo femminile giapponese Morning Musume, pubblicato nel 2002.

## Tracce
1. The Peace! (ザ☆ピ～ス; Complete Version) – 5:27
2. Ii Koto Aru Kinen no Shunkan (いいことある記念の瞬間) – 4:14
3. Mr. Moonlight (Ai no Big Band) (Mr.Moonlight ～愛のビッグバンド～; Long Version) – 7:01
4. Hajimete no Rock Concert (初めてのロックコンサート) – 4:35
5. Otoko Tomodachi (男友達) – 4:03
6. Sōda! We're Alive (そうだ！We’re Alive) – 4:57
7. Dekkai Uchuu ni Ai ga Aru (でっかい宇宙に愛がある; Album Version) – 5:03
8. Ikimasshoi! (いきまっしょい!) – 4:07
9. Densha no Futari (電車の二人) – 3:20
10. Honki de Atsui Theme Song (本気で熱いテーマソング) – 5:21
11. Suki na Senpai (好きな先輩) – 3:19
12. Ren'ai Revolution 21 (恋愛レボリューション21; 13-nin Version) – 4:53
13. Nanni mo Iwazu ni I Love You (なんにも言わずにI Love You) – 5:15